# Alcalá de Gurrea
Alcalá de Gurrea – gmina w Hiszpanii, w prowincji Huesca, w Aragonii, o powierzchni 71,42 km². W 2011 roku gmina liczyła 285 mieszkańców.